# RecordMyDesktop
recordMyDesktopはFOSSなスクリーンキャスト用のGNU/Linux向けのソフトウェアである。このソフトウェアは、キャプチャとエンコードを行うコアの部分と、そのGUIの2つの部分に分けられる。recordMyDesktopにはgtk-recordMyDesktopとqt-recordMyDesktopという2つのフロントエンドが存在し、それぞれPyGTKとPyQt4を用いて開発された。このソフトウェアはALSA・OSS・JACKオーディオサーバを介して音声を記録する機能を提供する。映像はTheoraを、音声はVorbisを用いてOggファイルに出力される。